# Spätrömische Höhenbefestigung Katzenberg

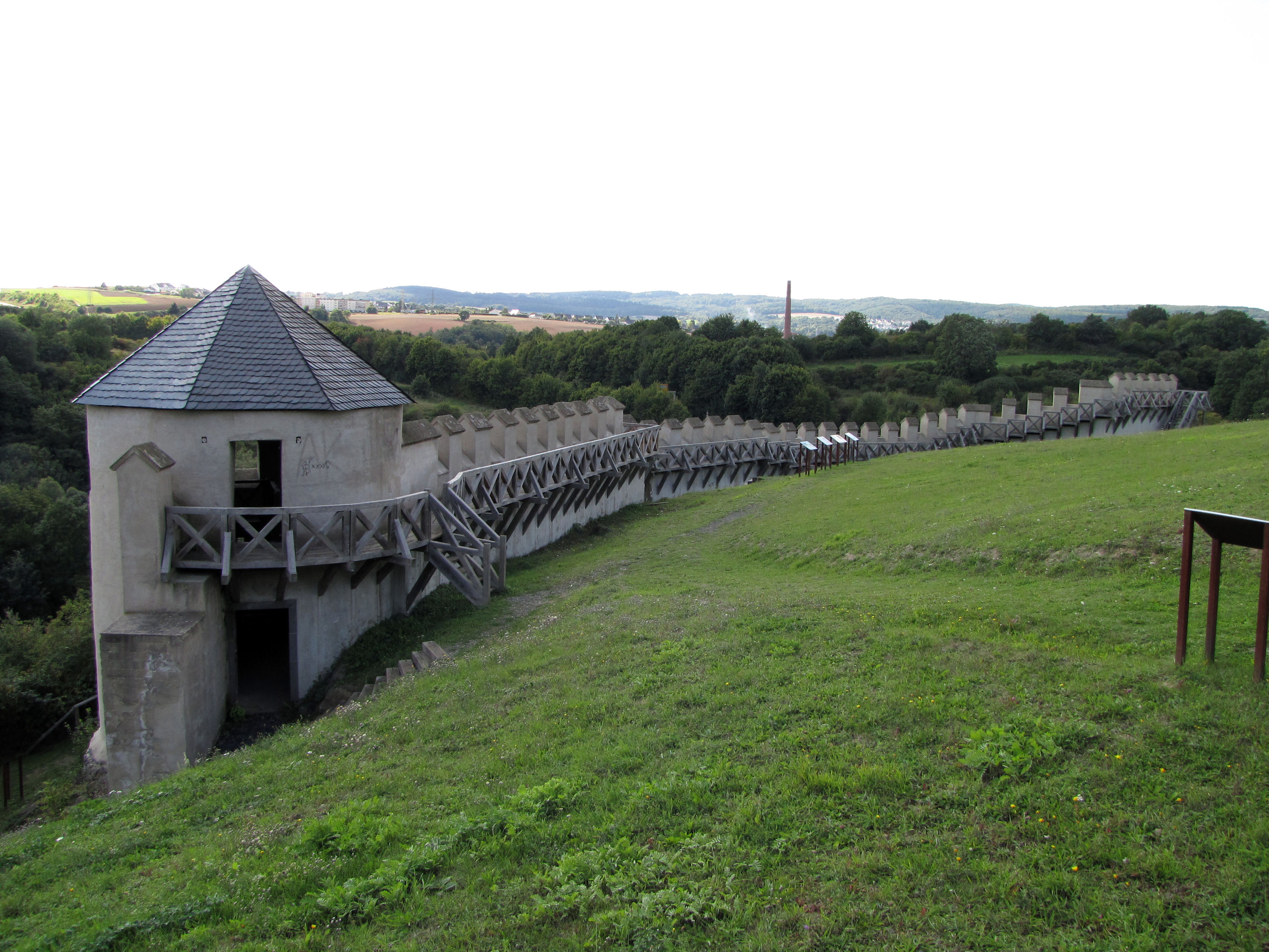
Rekonstruktion von Teilen der Wehrmauer der ehemaligen spätrömischen Höhenbefestigung Katzenberg bei Mayen

Die Spätrömische Höhenbefestigung Katzenberg, auch Römerwarte Mayen genannt, ist eine römische Fliehburg aus dem 4. Jahrhundert bei Mayen.

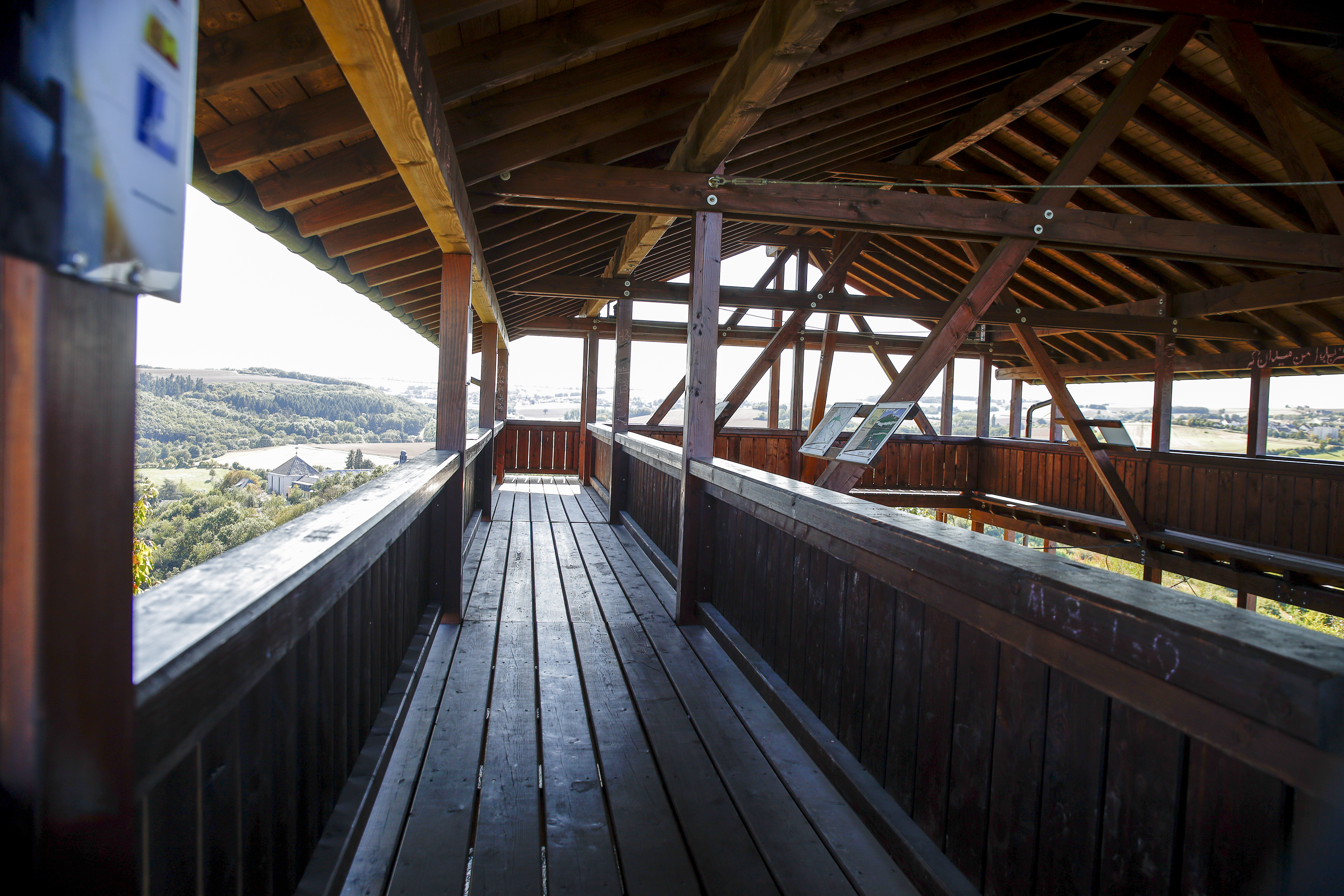

Die auf dem Katzenberg gelegene Befestigung wurde um 300 n. Chr. errichtet, nachdem der römische Limes aufgegeben (sogenannter Limesfall) und die Reichsgrenze auf die Donau-Iller-Rhein-Linie zurückverlegt wurde. Die Einwohner des Vicus am Ort des heutigen Mayen konnten bei Gefahr in die 1,2 Hektar große Anlage fliehen. Die Provinzhauptstädte Trier, Köln und Mainz erhielten in dieser Zeit Stadtmauern, ebenso kleinere Orte wie Koblenz oder Andernach. Der Katzenberg war die größte der etwa 60 spätrömischen Höhenbefestigungen, die im Raum der Eifel und des Hunsrücks entstanden sind. Sie war etwa 70 Jahre lang in Benutzung und nach einer 30-jährigen Pause dann noch einmal bis etwa 450 n. Chr. Auf der obersten Kuppe des Berges befand sich ein kleiner Militärposten, die tiefergelegenen Freiflächen standen wohl im Alarmfall der Zivilbevölkerung zur Verfügung.
Die Reste der spätrömischen Höhenbefestigung wurden um 1900 entdeckt und zwischen 1907 und 1932 zum ersten Mal ausgegraben. Nach einer langen Pause wurden die Ausgrabungen im Rahmen des Vulkanpark-Projekts 1997 wieder aufgenommen. Die Funde wurden zusammen mit der Stadt Mayen und im Auftrag des Landesamtes für Denkmalpflege in Koblenz archäologisch untersucht. Für die Handwerksgeschichte sind die Funde der Dachdeckung besonders wichtig. Die gefundenen Dachschiefer-Decksteine von den Rundtürmen zeigten überraschend eine in der Römerzeit seltene Schuppenform.
Im Jahr 2000 wurden auf Mauerresten Teile der Wehrmauer und zwei Rundtürme rekonstruiert. Auf den Resten der ehemalige Militärstation auf der Bergkuppe, die eine Fußbodenheizung besaß, errichtete man einen Schutzbau. Alle Dächer erhielten wieder eine Dachschieferdeckung in Schuppenform und in Sechseckschablonen (Schutzbau).